# Фогелер, Ян Генрихович
Ян Ю́рген Фо́гелер (нем. Jan Jürgen Vogeler; 9 октября 1923, Москва — 23 января 2005, Ворпсведе) — немецкий и советский философ. Преподаватель МГУ.

## Биография
Ян Фогелер — сын немецкого художника Генриха Фогелера и Софьи Мархлевской (1898—1983), дочери польского коммуниста Юлиана Мархлевского, родился в Кремле. В 1924 году семья Фогелеров переехала из Москвы в Берлин и проживала в Нойкёльне. В 1926 году родители Яна поженились после того, как был расторгнут первый брак Генриха Фогелера с его первой супругой Мартой. В 1927 году семья Фогелеров поселилась в квартире в посёлке Хуфайзен, построенном Бруно Таутом в берлинском районе Бриц. В 1931 году Фогелеры эмигрировали в СССР и поселились в Москве. Брак родителей Яна был расторгнут в 1941 году.
В Москве Ян Фогелер обучался в 1933—1937 годах в немецкой школе имени К. Либкнехта и дружил с Вольфгангом Леонгардом, будущим известным советологом, затем учился в обычной советской школе. В 1937 году принял советское гражданство и до 1990 года состоял в КПСС. С 1941 года служил переводчиком в Красной армии. В 1942—1943 годах учился в школе Коминтерна в Кушнаренкове под Уфой, где с ним вместе проходили подготовку Вольфганг Леонгард и Маркус Вольф, будущий шеф внешней разведки ГДР. В 1943 году стал одним из соучредителей Национального комитета «Свободная Германия». Будучи офицером Красной армии, отвечал за работу фронтовых уполномоченных комитета. В конце войны служил при штабе 1-го Белорусского фронта.
В 1947 году Фогелер получил аттестат зрелости и поступил на философский факультет Московского университета, учился вместе с Р. М. Горбачёвой. В 1952 году защитил дипломную работу по работе Мартина Хайдеггера «Бытие и время». Кандидатскую диссертацию написал по Герберту Маркузе и франкфуртской школе (позже участвовал в написании коллективной монографии «Поход Маркузе против марксизма»). Работал доцентом и с 1962 года профессором марксистско-ленинской философии в родном университете, читал лекции в Международной ленинской школе. В 1957—1960 читал лекции в Лейпцигском университете. В 1990 году вышел в отставку. В 1998 году получил гражданство Германии. Некоторое время проживал на Штарнбергском озере. С 2001 года проживал в Ворпсведе, где работал в Фонде Генриха Фогелера.
Ян Фогелер был женат. Его супруга Соня и дочь Наташа проживают в Москве.